# Bronx Zoo

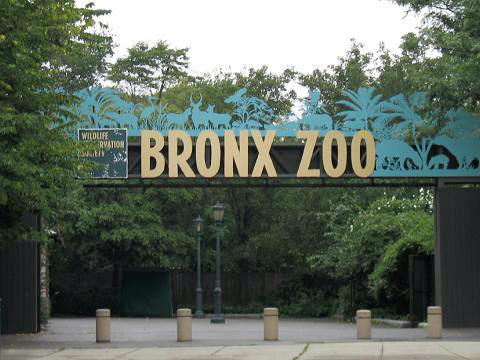

Bronx Zoo este o grădină zoologică din Bronx, New York, Statele Unite.
Este una dintre cele mai mari grădini zoologice cu un total de aproape 4000 de animale din aproape 650 de specii pe o zonă de 107 de hectare.
Pentru animale au fost recreate habitatele lor naturale, unele în cuști mari, altele în spații deschise, cum este Jungle World, Congo Gorilla Forest și Tiger Mountain. Sunt și munți din Himalaya, cu leoparzi de zăpadă și panda, câmpii africane, păduri cu lupi, un sugestiv World of Darkness (cu animale nocturne), o zonă întreagă pentru păsări, pentru casele șoarecilor și o enormă zonă sălbatică pentru elefanții asiatici ce pot să fie vizitați de pe muntele Bengali Espress și de pe Safari Cable Car din Mai până în Octombrie.